# Atella (Campania)
Atella egy ókori város volt Campaniában, félúton Nápoly és Capua között. Első említése a második pun háború idejéből származik, mint független, saját pénzverési joggal rendelkező város. Atella Capua és Karthágó szövetségese volt. I. e. 210-ben elfoglalták a rómaiak, lakosait elűzték vagy rabszolgává tették. A várost később Nuceriából származó telepesek alapították újra. Az i. e. 1. században Cicero is megemlíti. A római császárság idejében municípiumi rangja volt. 438-ban püspöki székhely lett, miután a város templomában helyezték el Szent Canio ereklyéit. A 8. században, miután az ereklyéket áthelyezték Acerenza városába Atella hanyatlásnak indult. A püspökséget 1030-ban helyezték át Aversába, ez lett az Aversai egyházmegye. Az egykori városnak ma csak néhány emléke látható (falmaradványok, sírkamrák, romos házak). A városhoz tartozó egykori területen ma Caivano, Cardito, Cesa, Frattamaggiore, Grumo Nevano és Sant’Antimo települések osztoznak.